# Jurica Jerković
Jurica Jerković (Spalato, 25 febbraio 1950 – Spalato, 3 giugno 2019) è stato un calciatore jugoslavo, di ruolo centrocampista.
Giocò tra gli anni sessanta e ottanta nel ruolo di centrocampista avanzato, indossando sempre il numero 10.

## Carriera

### Club
Proveniente dalla Croazia, iniziò la sua carriera calcistica nel club cittadino, l'Hajduk Spalato, dove esordisce a 18 anni, nel 1968, e vi giocò fino al 1978, disputando, in campionato, 250 gare con 71 reti. Con la squadra spalatina giocò un totale di 529 partite segnando 219 reti. Con l'Hajduk Spalato vinse 3 campionati jugoslavi e 5 Coppe di Jugoslavia, celebri sono il gol al 90' contro il OFK Belgrado nella stagione 1973-1974 che valsero il primato alla squadra spalatina e la rete segnata il 18 luglio 1971 al Maracanã nella partita di addio di Pelé dal calcio giocato.
Nel 1978, già ventottenne, si trasferì in Svizzera, ottenendo un contratto con il Zurigo. In tale società giocò fino al 1985, sommando 205 gare e 54 reti. Con la squadre elvetica giocò un totale di 279 partite segnando 75 reti e vinse un campionato svizzero.
Giocó pure, a fine carriera,1985-1987, nel FC Lugano.

### Nazionale
Tra il 1970 e il 1982 ricevette varie convocazioni dalla Nazionale jugoslava, con cui scese in campo 42 volte, segnando 6 reti. Ebbe quindi modo di disputare il Mondiale del 1974, l'Europeo del 1976, e anche il Mondiale spagnolo del 1982, pur non scendendo mai in campo in quest'ultima manifestazione. L'ultima partita che disputò è stata il 29 novembre 1981 ad Atene contro la Grecia, partita valida per la qualificazione al mondiale 1982.

## Statistiche

### Cronologia presenze e reti in nazionale
| Cronologia completa delle presenze e delle reti in nazionale ― Jugoslavia | Cronologia completa delle presenze e delle reti in nazionale ― Jugoslavia | Cronologia completa delle presenze e delle reti in nazionale ― Jugoslavia | Cronologia completa delle presenze e delle reti in nazionale ― Jugoslavia | Cronologia completa delle presenze e delle reti in nazionale ― Jugoslavia | Cronologia completa delle presenze e delle reti in nazionale ― Jugoslavia | Cronologia completa delle presenze e delle reti in nazionale ― Jugoslavia | Cronologia completa delle presenze e delle reti in nazionale ― Jugoslavia |
| Data                                                                      | Città                                                                     | In casa                                                                   | Risultato                                                                 | Ospiti                                                                    | Competizione                                                              | Reti                                                                      | Note                                                                      |
| ------------------------------------------------------------------------- | ------------------------------------------------------------------------- | ------------------------------------------------------------------------- | ------------------------------------------------------------------------- | ------------------------------------------------------------------------- | ------------------------------------------------------------------------- | ------------------------------------------------------------------------- | ------------------------------------------------------------------------- |
| 12-4-1970                                                                 | Belgrado                                                                  | Jugoslavia                                                                | 2 – 2                                                                     | Ungheria                                                                  | Amichevole                                                                | -                                                                         | 46’                                                                       |
| 6-5-1970                                                                  | Bucarest                                                                  | Romania                                                                   | 0 – 0                                                                     | Jugoslavia                                                                | Amichevole                                                                | -                                                                         | 46’                                                                       |
| 13-5-1970                                                                 | Hannover                                                                  | Germania Ovest                                                            | 1 – 0                                                                     | Jugoslavia                                                                | Amichevole                                                                | -                                                                         |                                                                           |
| 10-9-1970                                                                 | Graz                                                                      | Austria                                                                   | 0 – 1                                                                     | Jugoslavia                                                                | Amichevole                                                                | -                                                                         | 59’                                                                       |
| 11-10-1970                                                                | Rotterdam                                                                 | Paesi Bassi                                                               | 1 – 1                                                                     | Jugoslavia                                                                | Qual. Euro 1972                                                           | -                                                                         |                                                                           |
| 14-10-1970                                                                | Lussemburgo                                                               | Lussemburgo                                                               | 0 – 2                                                                     | Jugoslavia                                                                | Qual. Euro 1972                                                           | -                                                                         |                                                                           |
| 28-10-1970                                                                | Mosca                                                                     | Unione Sovietica                                                          | 4 – 0                                                                     | Jugoslavia                                                                | Amichevole                                                                | -                                                                         |                                                                           |
| 4-4-1971                                                                  | Spalato                                                                   | Jugoslavia                                                                | 2 – 0                                                                     | Paesi Bassi                                                               | Qual. Euro 1972                                                           | 1                                                                         |                                                                           |
| 21-4-1971                                                                 | Novi Sad                                                                  | Jugoslavia                                                                | 0 – 1                                                                     | Romania                                                                   | Amichevole                                                                | -                                                                         |                                                                           |
| 18-7-1971                                                                 | Rio de Janeiro                                                            | Brasile                                                                   | 2 – 2                                                                     | Jugoslavia                                                                | Amichevole                                                                | 1                                                                         | 46’                                                                       |
| 1-9-1971                                                                  | Budapest                                                                  | Ungheria                                                                  | 2 – 1                                                                     | Jugoslavia                                                                | Amichevole                                                                | -                                                                         | 72’                                                                       |
| 27-10-1971                                                                | Podgorica                                                                 | Jugoslavia                                                                | 0 – 0                                                                     | Lussemburgo                                                               | Qual. Euro 1972                                                           | -                                                                         | 33’                                                                       |
| 13-5-1972                                                                 | Mosca                                                                     | Unione Sovietica                                                          | 3 – 0                                                                     | Jugoslavia                                                                | Qual. Euro 1972                                                           | -                                                                         | 71’                                                                       |
| 22-6-1972                                                                 | Manaus                                                                    | Jugoslavia                                                                | 2 – 1                                                                     | Paraguay                                                                  | Amichevole                                                                | -                                                                         | 55’                                                                       |
| 29-6-1972                                                                 | Belo Horizonte                                                            | Jugoslavia                                                                | 2 – 2                                                                     | Scozia                                                                    | Amichevole                                                                | 1                                                                         | 46’                                                                       |
| 2-7-1972                                                                  | San Paolo                                                                 | Brasile                                                                   | 3 – 0                                                                     | Jugoslavia                                                                | Amichevole                                                                | -                                                                         |                                                                           |
| 9-7-1972                                                                  | Rio de Janeiro                                                            | Jugoslavia                                                                | 4 – 2                                                                     | Argentina                                                                 | Amichevole                                                                | -                                                                         | 46’                                                                       |
| 4-2-1973                                                                  | Tunisi                                                                    | Tunisia                                                                   | 0 – 5                                                                     | Jugoslavia                                                                | Amichevole                                                                | -                                                                         | 76’                                                                       |
| 13-5-1973                                                                 | Varsavia                                                                  | Polonia                                                                   | 2 – 2                                                                     | Jugoslavia                                                                | Amichevole                                                                | -                                                                         | 60’                                                                       |
| 26-9-1973                                                                 | Belgrado                                                                  | Jugoslavia                                                                | 1 – 1                                                                     | Ungheria                                                                  | Amichevole                                                                | -                                                                         |                                                                           |
| 21-10-1973                                                                | Zagabria                                                                  | Jugoslavia                                                                | 0 – 0                                                                     | Spagna                                                                    | Qual. Mondiali 1974                                                       | -                                                                         |                                                                           |
| 19-12-1973                                                                | Il Pireo                                                                  | Grecia                                                                    | 2 – 4                                                                     | Jugoslavia                                                                | Qual. Mondiali 1974                                                       | -                                                                         | 46’                                                                       |
| 17-4-1974                                                                 | Zenica                                                                    | Jugoslavia                                                                | 0 – 1                                                                     | Unione Sovietica                                                          | Amichevole                                                                | -                                                                         |                                                                           |
| 29-5-1974                                                                 | Székesfehérvár                                                            | Ungheria                                                                  | 3 – 2                                                                     | Jugoslavia                                                                | Amichevole                                                                | 1                                                                         |                                                                           |
| 26-6-1974                                                                 | Düsseldorf                                                                | Germania Ovest                                                            | 2 – 0                                                                     | Jugoslavia                                                                | Mondiali 1974 - 2º turno                                                  | -                                                                         | 84’                                                                       |
| 30-6-1974                                                                 | Francoforte sul Meno                                                      | Jugoslavia                                                                | 1 – 2                                                                     | Polonia                                                                   | Mondiali 1974 - 2º turno                                                  | -                                                                         | 16’                                                                       |
| 3-7-1974                                                                  | Düsseldorf                                                                | Jugoslavia                                                                | 1 – 2                                                                     | Svezia                                                                    | Mondiali 1974 - 2º turno                                                  | -                                                                         |                                                                           |
| 28-9-1974                                                                 | Zagabria                                                                  | Jugoslavia                                                                | 1 – 0                                                                     | Italia                                                                    | Amichevole                                                                | -                                                                         |                                                                           |
| 30-10-1974                                                                | Belgrado                                                                  | Jugoslavia                                                                | 3 – 1                                                                     | Norvegia                                                                  | Qual. Euro 1976                                                           | -                                                                         |                                                                           |
| 16-4-1975                                                                 | Belfast                                                                   | Irlanda del Nord                                                          | 1 – 0                                                                     | Jugoslavia                                                                | Qual. Euro 1976                                                           | -                                                                         |                                                                           |
| 15-10-1975                                                                | Zagabria                                                                  | Jugoslavia                                                                | 3 – 0                                                                     | Svezia                                                                    | Qual. Euro 1976                                                           | -                                                                         |                                                                           |
| 19-11-1975                                                                | Belgrado                                                                  | Jugoslavia                                                                | 1 – 0                                                                     | Irlanda del Nord                                                          | Qual. Euro 1976                                                           | -                                                                         |                                                                           |
| 18-2-1976                                                                 | Tunisi                                                                    | Tunisia                                                                   | 2 – 1                                                                     | Jugoslavia                                                                | Amichevole                                                                | -                                                                         |                                                                           |
| 17-4-1976                                                                 | Belgrado                                                                  | Jugoslavia                                                                | 0 – 0                                                                     | Ungheria                                                                  | Amichevole                                                                | -                                                                         | 46’                                                                       |
| 24-4-1976                                                                 | Zagabria                                                                  | Jugoslavia                                                                | 2 – 0                                                                     | Galles                                                                    | Qual. Euro 1976                                                           | -                                                                         | 60’                                                                       |
| 22-5-1976                                                                 | Cardiff                                                                   | Galles                                                                    | 1 – 1                                                                     | Jugoslavia                                                                | Qual. Euro 1976                                                           | -                                                                         |                                                                           |
| 17-6-1976                                                                 | Belgrado                                                                  | Jugoslavia                                                                | 2 – 4 dts                                                                 | Germania Ovest                                                            | Euro 1976 - Semifinale                                                    | -                                                                         |                                                                           |
| 19-6-1976                                                                 | Zagabria                                                                  | Jugoslavia                                                                | 2 – 3 dts                                                                 | Paesi Bassi                                                               | Euro 1976 - Finale 3º posto                                               | -                                                                         |                                                                           |
| 10-10-1976                                                                | Siviglia                                                                  | Spagna                                                                    | 1 – 0                                                                     | Jugoslavia                                                                | Qual. Mondiali 1978                                                       | -                                                                         | 75’                                                                       |
| 23-3-1977                                                                 | Belgrado                                                                  | Jugoslavia                                                                | 2 – 4                                                                     | Unione Sovietica                                                          | Amichevole                                                                | 1                                                                         | cap.                                                                      |
| 30-4-1977                                                                 | Belgrado                                                                  | Jugoslavia                                                                | 1 – 2                                                                     | Germania Ovest                                                            | Amichevole                                                                | -                                                                         | 46’                                                                       |
| 8-5-1977                                                                  | Zagabria                                                                  | Jugoslavia                                                                | 0 – 2                                                                     | Romania                                                                   | Qual. Mondiali 1978                                                       | -                                                                         |                                                                           |
| 29-11-1981                                                                | Il Pireo                                                                  | Grecia                                                                    | 1 – 2                                                                     | Jugoslavia                                                                | Qual. Mondiali 1982                                                       | 1                                                                         |                                                                           |
| Totale                                                                    |                                                                           | Presenze                                                                  | 43                                                                        |                                                                           | Reti                                                                      | 6                                                                         |                                                                           |

## Palmarès

### Club
- Campionato jugoslavo: 3

Hajduk Spalato: 1970-1971, 1973-1974, 1974-1975
- Coppa di Jugoslavia: 5

Hajduk Spalato: 1971-1972, 1973, 1974, 1975-1976, 1976-1977
- Campionato svizzero: 1

Zurigo: 1980-1981

### Individuale
- Calciatore straniero dell'anno del campionato svizzero: 3

1979, 1982, 1983